# 臨床発達心理士
臨床発達心理士（りんしょうはったつしんりし）とは、一般社団法人臨床発達心理士認定運営機構が認定する民間資格、およびその有資格者のことである。

## 概要
臨床発達心理士は、4学会（日本発達心理学会、日本感情心理学会、日本教育心理学会、日本コミュニケーション障害学会）の連合体である臨床発達心理士認定運営機構を認定団体とし、発達心理学を学問的基盤とした心理援助を行う心理職資格である。
臨床発達心理士認定運営機構所定の要件履行・申請承認などを経て資格審査を受験し、これに合格することで認定に係り、臨床発達心理士と称することを得る。資格審査の受験資格には大学院課程修了を一部要件に含むなど、心理士資格の中でも専門性の高い資格として知られる。

## 活動領域
臨床発達心理士の活動領域は「発達」の名が示す通り、発達心理学の知識が特に必要とされる機関が中心である。具体的には、児童相談所や福祉施設などが当てはまる。また、文部科学省におけるスクールカウンセラー等活用事業において、臨床発達心理士有資格者は「スクールカウンセラーに準ずる者（準スクールカウンセラー）」として任用される場合がある。
なお、正規のスクールカウンセラーについての文部科学省の任用規程は「公認心理師」「精神科医」「臨床心理士」「大学教員」が資格要件であるが、資格要件を満たす高度な心理職専門家人材が少ない地域などにおいて理由に合理性が認められる場合には「スクールカウンセラーに準ずる者（準スクールカウンセラー）」を任用することも可能とされ、「スクールカウンセラーに準ずる者（準スクールカウンセラー）」も、便宜上自身を広義のスクールカウンセラーと呼ぶ場合はある。

## 名称をめぐる混同
臨床発達心理士という名称のため、「臨床心理士」の中で「発達分野を担当する者」と誤解される場合がある。確かに、「臨床心理士」も「臨床発達心理士」も発達心理学の専門的知識を有しており、それに伴い両者の職場が重なることもあるが、両資格は全くの別物である。しかしながら、上述の様に臨床発達心理士の専門性は高く、児童相談所などの求人において「臨床心理士もしくは臨床発達心理士資格を有する者」との要件が設けられることも珍しくない。

## 指定大学院[6]
- 愛知県立大学　大学院　人間発達学研究科
- 桜花学園大学　大学院 人間文化研究科
- 追手門学院大学　大学院　心理学研究科
- 大阪総合保育大学　大学院 心理学研究科
- 金沢大学　大学院 人間社会環境研究科
- 鎌倉女子大学　大学院 児童学研究科
- 関西学院大学　大学院 文学研究科
- 京都教育大学　大学院 教育学研究科
- 京都ノートルダム女子大学 大学院 心理学研究科
- 京都光華女子大学　大学院 人間関係学研究科
- 共立女子大学　大学院 家政学研究科
- 慶應義塾大学　大学院 社会学研究科
- 神戸大学  大学院 人間発達環境学研究科
- 淑徳大学　大学院 総合福祉研究科
- 首都大学東京　大学院 人文科学研究科
- 尚絅学院大学　大学院 総合人間科学研究科
- 昭和女子大学　大学院 生活機構研究科
- 白梅学園大学 大学院 子ども学研究科
- 白百合女子大学 大学院 文学研究科
- 聖徳大学 大学院 児童学研究科
- 千葉大学 大学院 教育学研究科
- 筑波大学 大学院 人間総合科学研究科
- 帝京大学 大学院 文学研究科
- 東京学芸大学 大学院 教育学研究科
- 東京家政学院大学 大学院 人間生活学研究科
- 東京女子大学 大学院 文学研究科
- 東北大学 大学院 教育学研究科
- 東北福祉大学 大学院 総合福祉学研究科
- 富山大学 大学院 人間発達科学研究
- 名古屋芸術大学 大学院 人間発達学研究科
- 奈良女子大学 大学院 人間文化研究科
- 日本女子大学 大学院 家政学研究科
- 兵庫教育大学 大学院 学校教育研究科
- 福井大学 大学院 教育学研究科
- 福山大学 大学院 人間科学研究科
- 文京学院大学 大学院 人間学研究科
- 北星学園大学 大学院 社会福祉学研究科
- 北海道医療大学 大学院 心理科学研究科
- 宮城学院女子大学 大学院 人文科学研究科
- 明治学院大学 大学院 心理学研究科
- 目白大学 大学院 生涯福祉研究科
- 目白大学 大学院 心理学研究科
- 立命館大学 大学院 応用人間科学研究科
- 立命館大学 大学院 人間科学研究科
- 和光大学 大学院 社会文化総合研究科
- 早稲田大学 大学院 教育学研究科
- 早稲田大学 大学院 人間科学研究科